# Хасан II Аламутский
Хаса́н 'Ала́ Зикрихи́’с-Сала́м или Хаса́н II (араб. الحسن علي بن حسن القاهر‎, перс. حسن على ذكره السلام‎; 1142/1145 — 1166) — наследственный имам исмаилитов-низаритов Аламутского периода с 1162 по 1166 год. Из своей столицы Аламута он правил частями Персии и Сирии. Его главным подчинённым в Сирии был Рашид ад-Дин Синан — «Старейшина гор».

## Биография
В 1164 году Хасан, возглавлявший низаритское ответвление исмаилитской ветви шиитского ислама, провозгласил киямат, отмену законов шариата. Понятие киямата в экзотерическом исламе означает Конец Света и Судный день. Но в эзотерических интерпретациях исмаилитского ислама киямат — это начало эпохи духовного возрождения, когда духовные аспекты ислама будут практиковаться открыто, духовные истины станут широко известны, а некоторые ритуальные аспекты ислама будут отменены. Фатимидские исмаилитские тексты X—XI веков описывают ожидаемое наступление эры киямата будущим фатимидским исмаилитским имамом. Эти ожидания оправдались провозглашением киямата имамом Хасаном.

### Декларация Киямата
Всего через два года после своего восшествия на престол имам Хасан ‘Ала-Зикрихи’с-Салам провёл церемонию, известную как киямат (воскрешение), на территории Аламута, в результате чего имам вновь стал видимым для своей общины последователей в Низаритском исмаилитском государстве и за его пределами. Учитывая полемические цели Джувейни и тот факт, что он сжёг библиотеки исмаилитов, которые, возможно, давали гораздо более надёжные свидетельства об истории, учёные сомневались в его повествовании, но вынуждены полагаться на него из-за отсутствия альтернативных источников. К счастью, описания этого события также сохранились в повествовании Рашид ад-Дина и пересказаны в «Хафт Баб Баба-и Сайидна», написанной через 60 лет после события, и более поздней «Хафт Баб-и Аби Исхак», исмаилитской книге XV века нашей эры. Однако повествование Рашид ад-Дина основано на Джувейни, а низаритские источники не вдаются в конкретные детали. Поскольку сохранилось очень мало современных низаритско-исмаилитских рассказов об этих событиях, и вполне вероятно, что учёные никогда не узнают точных подробностей этого события. Однако полной отмены всех законов не произошло — были отменены только некоторые экзотерические ритуалы, такие как Намаз, Пост в Рамадан, хадж в Мекку и молитва лицом к Мекке; однако низариты продолжали совершать ритуалы поклонения, за исключением того, что эти ритуалы были более эзотерическими и духовно ориентированными. Например, истинная молитва заключается в том, чтобы помнить Бога в каждый момент; истинный пост заключается в том, чтобы держать все органы тела подальше от всего, что неэтично и запрещено. Этическое поведение предписывается всегда. 

## Смерть
Имам Хасан умер насильственной смертью в 1166 году, всего через полтора года после провозглашения киямата. По словам Джувейни, он был зарезан в исмаилитском замке Ламбсар своим шурином Хасаном Намваром. Ему наследовал его сын имам Нур ад-Дин Мухаммад (Мухаммад II Аламутский), который более подробно усовершенствовал и объяснил учение Хасана о киямате.

## Комментарии
1. ↑  Также транслитерируется как Хасан ʿAла Зикрихи’с-Салам и Хасан ʿAла Зикрихи ас-Салам. Арабский термин Ала Зикрихи’с-Салам означает «при его упоминании — мир!».